# Derry City F.C.
Derry City F.C. ili kraće Derry City (irs. Cumann Peile Chathair Dhoire) je profesionalni irski nogometni klub. Nalazi se u gradu Derryju u Sjevernoj Irskoj, no većinu svog vremena proveo je u republičkim ligama, kao katolički klub. Klub je osnovan 1928. godine, a u svojoj povijesti zabilježio je četiri osvajanja lige, šest puta je osvajao FAI kup, dok je 11 puta osvojio Irski liga kup. Boje kluba su crvena i bijela, dok domaće utakmice igraju na stadionu Brandywell. Klub je bio izbačen iz lige 2010. godine i morao je proći ponovni postupak za primanje u ligu.

## Vanjske poveznice
- Službene stranice